# Грауз, Татьяна
Татьяна Грауз (род. 4 октября 1964 года, Челябинск) — российская поэтесса, прозаик, эссеист. Член Творческого союза художников России.

## Творческая биография
Окончила 1-й Московский медицинский институт и театроведческий факультет ГИТИСа (курс И. Н. Соловьёвой). Работала в театре АТХ (Академия театральных художеств под руководством И. И. Верховых, г. Саратов). Участвовала в спектакле-марафоне "Укрощение строптивой" (1993) в театральной лаборатории Клима (Творческие мастерские при центре В. Мейерхольда). Снялась в фильме Котёнок (1996).
Стихи, рассказы и эссе публиковались в журналах Новый мир, Крещатик, Воздух, Волга, Знамя, Интерпоэзия, Черновик, Дети Ра, Комментарии, Гвидеон, Топос, Окно, Футурум АРТ, Журнал ПОэтов, Плавучий мост, Дискурс, Textura, Лиterrатура, Цирк «Олимп», Артикуляция, REFLECT…, Флаги и др.
В своих исследовательских работах (эссе) писала о поэзии О. Мандельштама, Г. Айги, Д. Авалиани, Е. Гуро, Г. Сапгира, В. Аристова, Е. Мнацакановой , Э. Шац  и др., а также о «визуальном» в поэзии, об изменении формы в современной поэзии и других темах современного искусства, участвовала в научных конференциях в РГГУ, ИМЛИ и др.
Стихи переведены на английский, шведский, итальянский, чувашский и японский языки.
Работы в жанре визуальной поэзии находятся в частных коллекциях России, Голландии, Швеции, Германии, Италии, Японии, Сербии, в музее Павла Кузнецова (Саратов), музее Велимира Хлебникова (Астрахань), музее "Книга художника" (Москва).
Участник многочисленных перформансов с композитором Ираидой Юсуповой и актрисой Еленой Шкурпело. В 2021 году работала в качестве художника на спектакле по рассказу  Ф. М. Достоевского «Сон смешного человека» (Саратов, Академический театр драмы им. И. А. Слонова).
Принимала участие в составлении и издании книги стихотворений Геннадия Айги «Расположение счастья» (М.: Арго-риск, 2014).
Участвовала в создании мини-антологии итальянской поэзии «Слова в это время» (Ч.: «Free poetry», 2019) и перевела сборники «Молитва тела» Джанфранко Лауретано и «Я трезвонил тебе» Валерио Грутта.

## Книги стихов
- Татьяна Грауз. Пространство иного. — Шупашкар: free poetry, 2004. — 50 с. (с рисунками И. А. Улангина)
- Татьяна Грауз. Они прозрачнее неба. — Москва: Вест-консалтинг. 2005. — 147 с. ISBN 5-239-01-107-7
- Татьяна Грауз. Лес-Озеро-Сад. — Чебоксары: О. С. А. 2007. — 40 с.
- Татьяна Грауз. Первое воскресение. — Москва: T. G. 2014. — 8 с.
- Татьяна Грауз. Стёртый штрих-код летней ночи. Москва: T. G. 2016. — 12 с.
- Татьяна Грауз. Опус-325. Москва: T. G. 2016. — 10 с.
- Татьяна Грауз. Слитно-раздельно. — Москва: T. G. 2016. —110 с.
- Татьяна Грауз. Видео-книги: Первое воскресенье (2 варианта), Шелест-прибой, Как растёт яблоко, Летающим (летящим), Стёртый штрих-код летней ночи (2 варианта), Опус-325 (2 варианта). — Москва: T. G. 2017.[31]
- Татьяна Грауз. Внутри тишины. Москва: Союз Дизайн. 2019. — 300 с.[32][33][34][35][36] ISBN 978-5-00016-043-5
- Татьяна Грауз. Падающая комната. Чебоксары: Free poetry. 2021. — 46 с.[37]
- Татьяна Грауз. Недоступная ссылка. (Предисловие В. Аристова). Чебоксары: Free poetry. 2022. — 52 с.
- Tatiana Grauz. Neve sаggia. Roma: Fermenti. Traduzione e cura di Paolo Galvagni, 2022. — 50 p.
- Татьяна Грауз. Статья "Визуальная поэзия и визуальность текста" в Энциклопедии книги художника, Под общей редакцией В. Лукина и М. Погарского. М.: Музей книги художника, 2022. — 295 с.
- Татьяна Грауз: стихи и фрагмент поэмы в разделе "Венок Гуро". Книга Е. Гуро "Небесные верблюжата" (3-е издание). Под общей редакцией А. Мирзаева. СПб.: Лимбус Пресс. 2022. — 336 с.
- Татьяна Грауз: Магические иллюзии. Москва: Фонд Андрея Чеглакова. 2023. — 36 с. (рисунки А. Панкина, дизайн К. Матиссен)
- Татьяна Грауз: 36 видов Соколиной горы (визуальные стихи-коллажи, рукотворная книга). — Москва: T. G. 2023. — 36 листов.
- Татьяна Грауз: Дыхание стены (стихи, графика, рукотворная книга). — Москва: T. G. 2023. — 18 листов.
- Татьяна Грауз: Невидимые поля (стихи. графика, рукотворная книга). — Москва: T. G. 2023. — 30 листов.
- Татьяна Грауз: Дыхание стены (стихи). — Чебоксары: Free poetry. 2024. — 46 с.

## Выставки визуальной поэзии
- участие в выставке визуальной поэзии «Платформа» (Москва, галерея «Зверевский центр современного искусства», 2004 г.
- участие в «Выставке визуальной поэзии» (Москва, Культурный центр Классики XXI века, 2007 г.)
- персональная выставка «Нечаянная вечность» (Саратов, III Театральный фестиваль им. О. И. Янковского, 2014 г.)
- персональная выставка «Слитно-раздельно» (Саратов, Дом-музей П. Кузнецова, 2015 г.)
- персональная выставка «Маршруты» (Москва, галерея «Зверевский центр Современного Искусства», 2015 г.)
- однодневная персональная выставка в Доме-музее Марины Цветаевой (Москва, 2016)
- участие в международном арт-проекте в формате Книга художника «Шёлковый путь» (Москва, ГЦСИ, 23.12. 2016 по 05.02.2017)
- персональная выставка «Летающим (летящим)» (Астрахань, Дом-музей В. Хлебникова, 02.03.2017 по 02.05.2017)
- однодневная персональная выставка «Тёмная сторона травы» (Дом-музей Б. Л. Пастернака, 04.11. 2017)
- участие в международном арт-проекте «Сигналы и знаки» на «Биеннале поэтов. Поэзия Китая и России» (Москва, галерея «Зверевский центр современного искусства», 2017).
- однодневная выставка в рамках проекта «Медиапоэзия и перформативные практики» (Москва, ГЦСИ, 22.01.2018)
- экспресс-выставка «Парковая зона» (Москва, галерея «Арт-Парк», с 18.11.2018 по 02.12.2018)
- участие в проекте Luciano Benetton Collection (Италия, 2019)
- участие в выставке «Медиатор» (Москва, ARTPLAY, с 10.05.2019 по 20.12.2019)
- участие в выставке «О лени» (Москва, ARTPLAY, с 23.12.2019 по 23.03.2020)
- персональная выставка «Внутри тишины» (Москва, галерея «Брюсов-Арт», с 7.03.2020 по 25.03.2020)
- участие в выставке «Мирсконца – 2020», посвящённой 135-летию В. Хлебникова (Астрахань, Дом-музей В. Хлебникова, с 12.12.2020 по 5.02.2021)
- участие в выставке «[Гипер]текст» (Москва, РГБИ, с 24 мая по 11 июня 2021 г.)
- участие в выставке «Чёрное + Белое / Звук + Знак» (Москва, Галерея XXI века, с 5 августа по 11 сентября 2021 г.)
- участие в выставке "Параллельные флейты века. К 100-летию Елизаветы Мнацакановой" (Москва, Культпроект Нигде Кроме, с 30 мая по 12 июня 2022). Выступила как куратор выставки, совместно с филологом Владимиром Фещенко.
- персональная выставка "Невидимые поля" (Москва, Культпроект «Нигде Кроме», с 4 января по 22 января 2024 года).
- участие в выставке "(НЕ)ВИДИМЫЙ СНЕГ /посвящение Айги № 2" (Москва, библиотека Поэзии в Сокольниках, с 1 марта по 4 октября 2024 года). Выступила как куратор выставки, совместно с поэтом и художником Эвелиной Шац В рамках проекта в издательстве Игоря Улангина "Free poetry" был выпущен сборник "(Не)видимый снег. Посвящается Айги" (2024), в котором участвовали поэты и филологи проекта "Айги-21".
- участие и организация выставки и Айги-феста в рамках выставки «Будет иное отныне – пространство-и-тело Поэзии: Айги – Мандельштам» (Москва, Культпроект «Нигде Кроме», с 16 по 27 ноября 2024 года). Выступила как куратор, совместно с Эвелиной Шац, Еленой Сарни, Олегом Арнаутовым и Ольгой Соколовой.

## Критика
Филолог и литературный критик Марина Кузичева пишет:
За стихами Татьяны Грауз мне слышится ее реальный голос – теплого, чуть приглушенного тембра. В нем есть тишина, какой-то из звуковых изводов тишины. Стоит послушать, как читает автор, чтобы потом, глядя на текст, помнить этот неторопливый темп и ясный тон.
В пространстве этих кратких стихотворений слова расставлены, кажется, легкою рукой. Но за этой – сродни музыкальному слуху – легкостью сквозит опыт боли и радости, роднящий нас со всем, что живет внутри времени, а значит – уходит.

Когда мы говорим о поэтике скупо отмеренного, выстраивающего собственное пространство слова, мы сразу вспоминаем Геннадия Айги. Есть и более веская причина назвать здесь это имя: дружба двух поэтов всегда значит больше, чем факт биографии. 
Поэт и литературный критик Данила Давыдов отмечает минимализм поэзии Татьяны Груз и близость поэтике Геннадия Айги:
Поэзия Татьяны Грауз, во многом наследующая Геннадию Айги, его поэтике молчания, чистого проступающего сквозь ничто бытия, остается совершенно самостоятельной и узнаваемой. Поэта занимает не столько извлечение оживающей сквозь мертвую внешнюю форму слова его формы внутренней, обладающей бытийной сущностью, но обитающей в невидимых межсловных и межморфемных промежутках (как у Айги и некоторых его иных последователей); Грауз скорее обращает внимание на те же разрывы, паузы, находящиеся между феноменами кванты сущности – но только работая с собственно объектным миром, не с морфологией и словообразованием, но с лексикой, с возможностью ее апофатической метафорики, с негативными определениями, таящими, несмотря на обыденные коннотации, действительную значимость. 
Данила Давыдов

## Признание и награды
- лауреат поэтической премии журнала «Футурум АРТ» (Россия, 2001)
- лауреат поэтической премии журнала «Окно» (Ирландия, 2011)
- лауреат международного творческого конкурса «Мирсконца-2015», посвященного 130-летию Велимира Хлебникова (номинация «коллаж»)
- победитель (диплом II степени) международного творческого конкурса «Мирсконца-2015», к 130-летию Велимира Хлебникова фильм «Овь», совместно с композитором Ираидой Юсуповой и медиахудожником Александром Долгиным (номинация «медиаискусство»)
- Лонг-лист премии «Белла» (2017) в номинации «Литературно-критическое или биографическое эссе о современной поэзии»
- Международная отметина имени отца русского футуризма Давида Бурлюка (2017)
- лауреат межрегионального творческого конкурса «Мирсконца-2020», посвящённого 135-летию Велимира Хлебникова (номинация "коллаж")